# Anja Gatu
Anja Kristin Gatu, född 30 september 1982 i Rättvik, är en svensk författare och journalist. 

## Biografi
Gatu har en magisterexamen i ekonomisk historia från Lunds universitet. Hon var från 2007 sportkrönikör på Sydsvenska Dagbladet och från 2010 chef för tidningens sportredaktion. Hon var programutvecklingschef på Sveriges Radio P4 Radio Malmöhus 2015–2018. Därefter har hon arbetat som författare och föreläsare i frågor som rör barnlitteratur, mångfald, genus, sport, journalistik, utmattning och arbetsmiljö.
Hon har utövat fotboll, basket och innebandy samt varit fotbollstränare. Hon har gett ut flera böcker om fotboll och bandy. 2021 kom hennes nya bokserie om Kattspionerna på Rosengård.
Hon är sedan 2024 ordförande för Sveriges Författarförbund.

## Författarskap
Efter den första publiceringen med ett avsnitt om kvinnliga fotbollsspelare i den feministiska antologin Fittstim har Gatu fokuserat på att skriva för åldersgruppen 6–9 år. Ett antal böcker från idrottsvärlden är inspirerade av kända kvinnliga elitfotbollsspelare, deras barndom, upplevelser och kärlek till sporten (Nilla Fischer, Kosovare Asllani, Zećira Mušović, Therese Sjögran, Marta Vieira da Silva), en elitbandyspelare (Linnéa Larsson) och en manlig fotbollsspelare (Behrang Safari). De erbjuder flickor igenkänning och förebilder inom idrotten.
Från 2021 har hon givit ut en serie om Kattspionerna på Rosengård. Boktitlarna i serien är blinkningar till den vuxne läsaren som känner igen film- och/eller boktitlar som Man lever bara två gånger, Agent 007 med rätt att döda, Tinker tailor, soldier, spy, Spionen som kom in från kylan och Vår man i Havanna. För både barn och vuxna som, liksom författaren, är förtrogna med Malmöstadsdelen Rosengård finns en igenkänning av de positivt beskrivna miljöerna. Aktuella samhällsfenomen som flyktingmottagande och solidaritet, desinformation och social intolerans belyses ur ett "kattperspektiv" och som "samhällspolitisk kattmetaforik i fluffigaste pälskostym".
Planeten, klimatet & framtiden : vad kan vi göra? (2022) är skriven tillsammans med Åsa Callmer som forskat om hållbar konsumtion. Den ställer frågor som "Varför har vi en klimatkris?" samt "Och vad kan vi göra åt den?". Den riktar sig snarast till högstadieåldern och vuxna och kombinerar fakta med framtidshopp och konkreta tips om vad man själv kan göra.

### Fotboll och bandy
- 2015 – Passa bollen! ropar Kosse (illustratör Maria Källström), Olika förlag, ISBN 9789187413445 (inspiration: Kosovare Asllanis barndom)
- 2015 – Rött kort, Therese! (illustratör Maria Borgelöv), Olika, ISBN 9789187413452 (inspiration: Therese Sjögran)
- 2016 – Värsta målet, Kosse! (illustratör Maria Källström), Olika, ISBN 9789188347008
- 2017 – Snygg fint, Therese! (illustratör Maria Borgelöv), Olika, ISBN 9789188347114
- 2017 – Gå på mål Marta, Olika förlag AB, ISBN 9789188347077 (inspiration: Marta Vieira da Silva)
- 2018 – Rakt i krysset, Kosse! (illustratör Maria Källström), Olika, ISBN 9789188613370
- 2019 – Flippa bollen, Linnéa! (illustratör Johanna Arpiainen), Olika, ISBN 9789188613479 (inspiration: Linnéa Larsson, bandyspelare)
- 2019 – Snygg brytning, Behrang! (illustratör Valentin Schönbeck), Olika, ISBN 9789188613615 (inspiration: Behrang Safari)
- 2019 – Backa hem, Nilla, Olika, ISBN 9789188613509 (inspiration: Nilla Fischer)
- 2020 – Schysst hörna, Linnéa! (illustratör Johanna Arpiainen), Olika, ISBN 9789188613578
- 2023 – Dröm stort, Zećira! (illustratör Johanna Zverzina), Olika, ISBN 9789189405462 (inspiration: Zećira Mušović)

### Kattspionerna på Rosengård
- 2021 – Man lever bara nio gånger (del 1), (illustratör Anna Nilsson), B. Wahlströms bokförlag, ISBN 9789132213267
- 2021 – Katt med rätt att klösa (del 2), (illustratör Anna Nilsson), B Wahlströms, ISBN 9789132213380
- 2022 – Katten som kom in från kylan  (del 3), (illustratör Anna Nilsson), B. Wahlströms, ISBN 9789132214691
- 2022 – Fixare, skräddare, katt, spion (del 4), (illustratör Anna Nilsson), B. Wahlströms, ISBN 9789132214721
- 2023 – Vår katt i Havanna (del 5), (illustratör Anna Nilsson), B. Wahlströms, ISBN 9789132216619
- 2024 – Älskade katt (del 6), (illustratör Anna Nilsson), B Wahlströms, ISBN 9789132216640
- 2024 – En fri katt (del 7), (illustratör Anna Nilsson), B Wahlströms, ISBN 9789132217616

### Övrigt
- 1999 – "Flickor blir inte fotbollsproffs i Italien – om sport", Ingår i: Fittstim / [redaktörer:] Linda Norrman Skugge, Belinda Olsson, Brita Zilg, DN, s. 84-93 : ill. ISBN 91-7588-241-8
- 2022 – Planeten, klimatet & framtiden : vad kan vi göra?, Åsa Callmer, Anja Gatu; illustrerad av Ingrid Skåre, B. Wahlströms, ISBN 9789132213991